# Мордвинов, Борис Аркадьевич
Бори́с Арка́дьевич Мордви́нов (настоящая фамилия — Шефтель; 24 ноября [6 декабря] 1899, Москва — 9 декабря 1953, там же) — советский театральный режиссёр, профессор, Заслуженный артист РСФСР (1935). 

## Творческая биография
В 1919 поступил во 2-ю Студию МХТ. Вл. И.Немирович-Данченко заметил его режиссёрское дарование и привлёк к постановочной работе.
МХАТ: 1921—1936 гг., актёр и режиссёр.
В 1922 году, по сообщению нескольких источников, Борис Мордвинов поставил вместе с Вл. И. Немировичем музыкальную комедию Шарля Лекока «Дочь мадам Анго», где едко высмеивался послереволюционный Париж конца XVIII века, оказавшийся под властью самодовольной жестокой Директории. Этим спектаклем 16 мая 1922 года открылась Музыкальная студия Московского Художественного театра под руководством Вл. И. Немировича-Данченко; однако надо заметить, что в самой афише спектакля имя Мордвинова не значится, а в качестве режиссёра стоит В. В. Лужский. Первые же представления прошли с большим успехом, но спектакль через некоторое время был снят с репертуара за антиреволюционный пафос.
А как драматический актёр Мордвинов за всё время исполнил лишь единственную роль — Амос Харт в пьесе М. Уоткинс «Реклама» (художественный руководитель постановки Немирович-Данченко) на премьерном спектакле в 1930 году. Однако становление Музыкальной студии Немировича-Данченко при Художественном театре решило его дальнейший выбор, он полностью переходит на режиссёрскую стезю.
В дальнейшем (с 1941 года, при слиянии с оперной студией Станиславского) Музыкальная студия отделилась от основного театра и стала называться Московский академический музыкальный театр имени К. С. Станиславского и Вл. И. Немировича-Данченко, но в то время ещё именовалась студией, затем Музыкальный театр им. Немировича-Данченко, где в течение 1927—1936 гг. Мордвинов работал в качестве режиссёра-постановщика, причём с 1930 года занял пост заведующего художественной частью и главного режиссёра. Он ставил и драматические постановки, и музыкальные, всё более отдавая предпочтение музыкальному театру. В это же время, с 1927 года, он начинает педагогическую работу, ведёт курс оперного отделения в ЦЕТЕТИСе (ГИТИС).
В 1933 году в штат театра был временно включён балетный коллектив «Московский Художественный балет» под руководством балерины Большого театра В. В. Кригер (позже, с 1939 балетная труппа постоянно вошла в состав Музыкального театра им. Вл. И. Немировича-Данченко). С этой балетной труппой Мордвинов тоже осуществил ряд балетных спектаклей.
Постановки:
- 12 января 1932 — «Сорочинская ярмарка» М. П. Мусоргского в редакции П. А. Лама.
- 19 ноября 1932 — «Корневильские колокола» Планкета
- 1933 — «Хозяйка гостиницы» К. Гольдони, совместно с М. Яншиным[7], на сцене филиала МХАТ
- 1933 — «Чудесный сплав» В. Киршона[7]
- 1933 — «Треуголка» Де Фалья (балетная труппа под руководством В. Кригер)
- 1933 — «Соперницы» («Тщетная предосторожность» Гертеля), балетная труппа под руководством В. Кригер, совместно с Н. С. Холфиным и П. А. Марковым
- 24 января 1934 — «Катерина Измайлова» Шостаковича, постановка под художественным руководством Вл. И. Немировича-Данченко
- 27 мая 1934 — «Чио-Чио-сан» Дж. Пуччини, постановка под художественным руководством Вл. И. Немировича-Данченко
- 25 декабря 1934 — «Травиата», совместно с П. А. Марковым и П. С. Саратовским, постановка под художественным руководством Вл. И. Немировича-Данченко
- 31 мая 1936 — «Тихий Дон», постановка под художественным руководством Вл. И. Немировича-Данченко

В эти же годы Б. А. Мордвинов активно осваивает режиссуру опер на радио; на Всесоюзном радио в его постановке были записаны несколько опер, в том числе:
- «Мазепа» П. И. Чайковского,
- «Моцарт и Сальери» Н. А. Римского-Корсакова;
- «Боярыня Вера Шелога» Римского-Корсакова

Большой театр: 1936—1940 гг.; главный режиссёр. Поставил оперы и балеты:
- 1936 — балет «Спящая красавица», совместно с А. М. Мессерером.
- 1937 — «Поднятая целина» И. И. Дзержинского, первая постановка
- 1939 — «Иван Сусанин», впервые на советской сцене, под названием не «Жизнь за царя», бытовавшим при угнетающем царизме, а «Иван Сусанин», поднимающим образ трудового класса и трудового крестьянства; для этих целей С. М. Городецким с помощью дирижёра Самуила Самосуда было отредактировано либретто, в «советской» редакции получившее новое название по имени главного героя[8]. Модификация сюжета пояснялась в то время Борисом Мордвиновым как восстанавливающая изначальный патриотический замысел М. Глинки, претерпевший искажение в сервильном тексте либреттиста Розена[9].

К этому времени Мордвинов уже был преподавателем Московской консерватории (с 1935 года), руководителем кафедры сценического мастерства (с 1939 профессор).
Б. А. Мордвинов готовился к следующим постановкам, однако 15 мая 1940 года был арестован органами НКВД и спустя почти год, 12 апреля 1941 года был приговорён Особым совещанием к трём годам исправительно-трудовых работ по обвинению в шпионской связи с женой военачальника Г. И. Кулика (согласно справке НКВД, в ходе следствия «в наличии преступного характера встреч с Кулик К. И. виновным себя не признал, но не отрицал самого факта этих встреч и их конспиративный характер»). В мемуарах, помимо этого, фигурирует, со слов самого Мордвинова, и другой эпизод:

В числе вздорных обвинений, предъявленных ему следователем, было и такое. Когда была опубликована новелла Горького «Девушка и Смерть», Сталин изрёк: «Эта штука посильнее, чем „Фауст“ Гёте». Оценка «вождя всех народов» была немедленно подхвачена и запечатлена в литературоведческих анналах как мудрейшее изречение. Борис Аркадьевич однажды высказал вслух сомнение в справедливости подобной оценки. Высказал неосторожно и с юмором. Об этом, конечно, донесли. И это было определено, как контрреволюционный подрыв авторитета вождя.

На отбывание срока Б. А. Мордвинов, поставивший к этому времени уже ряд спектаклей, получивших широкую известность, главный режиссёр Большого театра, профессор Московской консерватории, руководитель кафедры сценического мастерства, был отправлен в Воркуту для трудовой повинности на общих работах: грузчик на пристани, подсобный рабочий на складе, дневальный в бараке. Правда, компания собралась неплохая: музыканты, научные работники, среди солагерников находились Э. И. Котляр, Е. Б. Галинская, А. Я. Каплер, П. Э. Бендель.
Воркутинский ГУЛаговский театр: 1943—1946 гг., художественный руководитель. О создании этого театра были написаны книги, в прессе публиковалось немало воспоминаний. Но начинался театр с идеи Б. А. Мордвинова, казалось, совершенно нереальной: началась война, до ГУЛаговского театра ли? Идея создания театра наверняка возникла неслучайно: среди заключённых Мордвинов нашёл немало профессионалов — музыкантов, актёров, певцов, был даже дирижёр — да и кого там только не было! Но добиться разрешения на открытие театра в лагере политзаключённых было непросто. Однако принять участие в создании театра захотели и вольнонаёмные сотрудники, что и решило дело. А главное, загорелся идеей и сам начальник Воркутстроя инженер-полковник Михаил Митрофанович Мальцев, лично взявшийся за осуществление профессионального музыкально-драматического театра. Наконец, 8 августа 1943 года появился приказ:
ПРИКАЗ № 883 от 08.08.1943 ГОДА ПО УПРАВЛЕНИЮ «ВОРКУТСТРОЙ»
 В целях наилучшего систематического обслуживания вольнонаёмного населения Воркутинского угольного бассейна художественно-зрелищными мероприятиями

ПРИКАЗЫВАЮ:
1. Организовать на основе хозрасчёта театр по обслуживанию в/н населения Воркутинского бассейна.
2. Театру присвоить имя «Воркутстроя».
3. Утвердить труппу театра в следующем составе: Н. И. Глебова, Л. И. Кондратьева, А. П. Пилацкая, В. М. Пясковская, В. Н. Борисов, Н. А. Быстряков, А. М. Дубин-Белов, Г. И. Егоров, А. И. Кашенцев, А. К. Стояно, А. Швецов, О. О. Пилацкий.
4. Включить в состав труппы следующих заключённых: Е. М. Михайлова, С. Б. Кравец, В. К. Владимирский, А. Гайдаскин, Б. С. Дейнека, Л. С. Дулькин, Е. И. Заплечный, Б. А. Козин, В. И. Лиманский.
5. Художественным руководителем и главным режиссёром театра назначить Б. А. Мордвинова.
6. Утвердить штаты и смету театра на общую сумму 283 т. р.
7. Обязать КВО весь имеющийся в подразделениях театральный инвентарь: как то реквизиты, костюмы, бутафорию сдать театру в безвозмездное пользование. Срок сдачи 01.09. с. г.
8. Открытие театра установить 1 октября с. г.

Начальник Управления Воркутстроя НКВД СССР М. Мальцев.
Как здание для театра подошёл местный деревянный клуб, который любовно именовался Дворец Культуры — ДКШ. Воркутинский театр открылся 1 октября 1943 опереттой «Сильва» Имре Кальмана. Эта постановка впоследствии выдержала 100 представлений и навсегда оставила память в истории театра. ГУЛаговский театр для заключённых стал символом жизни, в тяжёлых подневольных условиях они всё-таки сумели заниматься своим делом, а для многочисленных зрителей это была определённая отдушина, уводящая хоть на какое-то время от страшных испытаний и унижений. На одной сцене сошлись заключённые и их охранники.
Мордвинов поставил ещё спектакли: «Марица» и «Принцесса цирка», «Хозяйка гостиницы» — Мордвинов сам играл кавалера Рипафратта, оперу «Севильский цирюльник», а ещё свой неосуществлённый замысел в Большом театре — оперу Гуно «Фауст» в 1945 г.; им же была сделана инсценировка повести В. Катаева «Шёл солдат с фронта».
В годы Великой Отечественной войны Воркутинский лагерный театр показывал 600 спектаклей и концертов в год, а труппа насчитывала около 150 человек.
Об условиях, в которых работал этот театр, рассказали бывшие солагерники: Галинская Е. Б. Театр за полярным кругом // Родники Пармы: сб. — Сыктывкар, 1990. — С. 142—149.; Котляр Э. «Фауст» в ИТЛ // Театр ГУЛАГа / составитель М. М. Кораллов. — М.: "Мемориал ", 1995; Гулаговские тайны освоения Севера / Маркова Е. В., Волков В. А., Родный А. Н., Ясный В. К.; отв. ред. И. С. Пашковский. — М.: Стройиздат, 2001. — С. 112—115; Клейн А. С., Попов А. А. Заполярная драма… //Покаяние: Мартиролог. Т.2. / Составитель Г. В. Невский. — Сыктывкар: Коми книжное издательство, 1999. С.219-260.
Воркутинскому драматическому театру, выведенному из подчинения ГУЛаг в 1955 году, присвоено имя Бориса Аркадьевича Мордвинова в 2019 году.
После отбытия срока заключения Мордвинов всё равно не мог вернуться домой, в Москву, к семье. В столицу въезд ему был запрещён. Он мог работать только в других местах.
Саратовский академический театр оперы и балета: один театральный сезон 1946—47 гг., режиссёр. Постановки: «Золотой петушок»; «Боккаччо» Зуппе, «Тихий Дон» Дзержинского. Постановка «Золотого петушка» была отмечена Сталинской премией, однако имя режиссёра -постановщика  Мордвинова  Б.А. не было внесено в список лауреатов. 
Белорусский театр оперы и балета: 1947—1953 гг., главный режиссёр. Среди поставленных спектаклей: «Алеся» Тикоцкого, «Кастусь Калиновский» Лукаса (обе в 1947), «Пиковая дама», «Риголетто» (обе в 1948), «Князь Игорь», «Проданная невеста» (обе в 1949), «Иван Сусанин» (1950), «Тихий Дон» (1951), балеты «Князь-озеро» В. А. Золотарёва, «Красный цветок» Глиэра.
По смерти Сталина встал вопрос о возможности возвращения на работу в Москву, до того времени на все заявления и просьбы режиссёра о возвращении накладывалась резолюция в отказе. Весной 1953 г , так и не дождавшись возвращения мужа, скончалась А.А. Мордвинова. В декабре 1953 года Б. А. Мордвинов был вызван в Москву для переговоров. 8 декабря 1953 он прибыл домой, в свою семью. Через несколько часов, в ночь после приезда в своей квартире он умер от инфаркта, во сне. 
Сын: Мордвинов, Михаил Борисович (12 декабря 1921 года, Москва - 21 февраля 2011 года, Москва ) — участник Великой Отечественной войны, режиссёр музыкального театра, заслуженный деятель искусств РСФСР, профессор кафедры музыкального театра ГИТИСа.
Борис Аркадьевич Мордвинов вёл педагогическую работу, являлся автором разработки программы воспитания оперного актёра.
- 1927—35 педагог оперного отделения в ЦЕТЕТИСе (ГИТИС);
- 1935—40 руководитель кафедры сценического мастерства Московской консерватории (с 1939 профессор);
- 1946—47 зав. кафедрой сценического мастерства в Саратовской консерватории;
- 1947—52 преподаватель Белорусского театрального института и Минской консерватории.

Среди учеников: В. А. Канделаки, С. М. Големба, П. С. Златогоров, А. Е. Кузнецова, П. И. Селиванов.

## Звания и награды
- Заслуженный артист РСФСР (24 мая 1935 г.)

- Медаль «За доблестный труд в Великой Отечественной войне 1941—1945 гг.» (6 июня 1945 г.) — за доблестный и самоотверженный труд в период Великой Отечественной войны